# Episodi di Gangs of London (prima stagione)
La prima stagione della serie televisiva Gangs of London, composta da nove episodi, è stata resa disponibile nel Regno Unito il 23 aprile 2020 su Sky Box Sets e Now TV e trasmessa su Sky Atlantic dal 23 aprile al 25 giugno 2020.
In Italia, la stagione è andata in onda in prima visione assoluta sul canale satellitare Sky Atlantic dal 6 luglio al 3 agosto 2020.
| nº | Titolo originale | Titolo italiano | Pubblicazione UK | Prima TV Italia |
| -- | ---------------- | --------------- | ---------------- | --------------- |
| 1  | Episode 1        | Episodio 1      | 23 aprile 2020   | 6 luglio 2020   |
| 2  | Episode 2        | Episodio 2      | 23 aprile 2020   | 13 luglio 2020  |
| 3  | Episode 3        | Episodio 3      | 23 aprile 2020   | 13 luglio 2020  |
| 4  | Episode 4        | Episodio 4      | 23 aprile 2020   | 20 luglio 2020  |
| 5  | Episode 5        | Episodio 5      | 23 aprile 2020   | 20 luglio 2020  |
| 6  | Episode 6        | Episodio 6      | 23 aprile 2020   | 27 luglio 2020  |
| 7  | Episode 7        | Episodio 7      | 23 aprile 2020   | 27 luglio 2020  |
| 8  | Episode 8        | Episodio 8      | 23 aprile 2020   | 3 agosto 2020   |
| 9  | Episode 9        | Episodio 9      | 23 aprile 2020   | 3 agosto 2020   |